# Wacław Malinowski (działacz komunistyczny)
Wacław Malinowski pseud. Grek (ur. 26 września 1908 w Łodzi, zm. 13 sierpnia 1944 w Żabikowie) – działacz komunistyczny.
Syn tkacza Tomasza i Józefy Najder. Po ukończeniu zawodowej szkoły dokształcającej dla młodzieży rzemieślniczej pracował jako ślusarz w Widzewskiej Manufakturze. Działacz Komunistycznego Związku Młodzieży Polskiej (KZMP). 1929-1931 odbywał służbę wojskową. W 1932 wstąpił do Komunistycznej Partii Polski (KPP), członek komórki fabrycznej. Kolportował prasę KPP i uczestniczył w ruchu strajkowym. Brał udział w kampanii wrześniowej jako żołnierz 36 pułku artylerii lekkiej w grupie operacyjnej "Armia Łódź" w walkach nad Pilicą. Od maja 1940 na przymusowych robotach w poznańskiej fabryce Hipolita Cegielskiego, w 1941 współtworzył komunistyczne podziemie w Poznaniu. W 1942 wstąpił do Polskiej Partii Robotniczej (PPR) i został I sekretarzem drugiego Komitetu Fabrycznego PPR w Zakładach Cegielskiego. Działacz ogólnomiejskich władz PPR. Nadzorował Komitet Młodzieżowy PPR w Poznaniu i współredagował konspiracyjne pismo "Głos Poznania", zbierał wiadomości radiowe, przepisywał i redagował pismo. Członek rejonowego dowództwa Gwardii Ludowej (GL) na miasto Poznań. Łącznik Poznania z Komitetem Obwodowym PPR w Łodzi, przywoził stamtąd broń, instrukcje, okólniki i informacje. 17 maja 1944 został aresztowany przez gestapo i po okrutnym śledztwie osadzony w obozie karnym w Żabikowie, gdzie wraz z 10 innymi działaczami poznańskiej PPR został rozstrzelany. Pozostawił żonę i córkę.